# Tumulitermes
Tumulitermes es un género de termitas  perteneciente a la familia Termitidae que tiene las siguientes especies:

## Especies
1. Tumulitermes apiocephalus
2. Tumulitermes comatus
3. Tumulitermes curtus
4. Tumulitermes dalbiensis
5. Tumulitermes hastilis
6. Tumulitermes kershawi
7. Tumulitermes marcidus
8. Tumulitermes mareebensis
9. Tumulitermes nichollsi
10. Tumulitermes pastinator
11. Tumulitermes peracutus
12. Tumulitermes petilus
13. Tumulitermes pulleinei
14. Tumulitermes recalvus
15. Tumulitermes subaquilus
16. Tumulitermes tumuli
17. Tumulitermes westraliensis